# Kenya Commercial Bank S.C.
Kenya Commercial Bank S.C., generalmente conocido como KCB, es un club polideportivo keniano fundado en 1993 con sede en Nairobi. Perteneciente a Kenya Commercial Bank, su equipo de fútbol ha jugado varios años en la Liga Keniana de Fútbol, pero fue relegado al final de la temporada 2015 luego de acabar en 15.º puesto.
Kenya Commercial Bank S.C. también tiene equipos de rugbi, voleibol y baloncesto, todos ellos en sus respectivas categorías importantes. Además, su sección de voleibol tiene un equipo femenino, el cual es uno de los más exitosos de Kenia. KCB tiene sus instalaciones propias en Ruaraka, Nairobi, donde juega en casa el equipo de rugbi.
También tiene un club ajedrecístico.

## Departamentos

### Fútbol
El club de fútbol fue fundado en 1993. En 1996 ganó la liga provincial de Nairobi y ascendió a la liga nacional. Dos años más tarde ascendió a la Premier League.

#### Palmarés
- Copa de Kenia: (1)

2004

### Rugbi
La sección de rugbi se fundó en 1989 basada en el desaparecido equipo de East African Breweries.

#### Honores
- Copa de Kenia: (3)

2005, 2006, 2007

### Voleibol
Tiene equipo masculino y femenino. El femenino es el que mayor éxito tiene. En la Copa Mundial de Voleibol Femenino de 2007, cuatro jugadoras jugaron para el equipo nacional keniano.

### Baloncesto
Conocidos como "KCB Lions" ("leones del KCB"). Han ganado la Premier League de Baloncesto keniana en 2001 y 2007. Su equipo femenino se conoce como KCB Lioness ("leonas del KCB").